# Copa Federación de Arabia Saudita
La Copa Federación de Arabia Saudita, también llamada Copa del Príncipe Faisal Bin Fahad, fue una competición que comenzó a disputarse en 1975 y desapareció en 2015. Es organizada por la Federación de Fútbol de Arabia Saudita. 
En un comienzo era disputada por los equipos profesionales, para después pasar a ser jugada con jugadores menores de 23 años. Después de un par de años, y debido a la falta de interés de los espectadores, la competición se abrió nuevamente a jugadores de todas las edades.

## Palmarés
| Temporada | Campeón                    | Resultado      | Finalista           |
| --------- | -------------------------- | -------------- | ------------------- |
| 1975-76   | Al-Nassr                   | 1-0            | Al-Ahli (Jeddah)    |
|           | Aparentemente no disputada |                |                     |
| 1985-86   | Al-Ittihad (Jeddah)        | 0-0 (3-2 pen.) | Al-Hilal            |
| 1986-87   | Al-Hilal                   | 2-0            | Al-Ettifaq Dammam   |
| 1987-88   | Al-Shabab                  | 2-1            | Al-Ittihad (Jeddah) |
| 1988-89   | Al-Shabab                  | 1-1 (4-3 pen.) | Al-Ahli (Jeddah)    |
| 1989-90   | Al-Hilal                   | 1-0            | Al-Qadisiya         |
| 1990-91   | Al-Ettifaq Dammam          | 2-1            | Al-Ahli (Jeddah)    |
| 1991-92   | No disputada               | No disputada   | No disputada        |
| 1992-93   | Al-Hilal                   | 0-0 (5-4 pen.) | Al-Qadisiya         |
| 1993-94   | Al-Qadisiya                | 2-0            | Al-Nassr            |
| 1994-95   | Al-Riyadh                  | 3-2            | Al-Ettifaq Dammam   |
| 1995-96   | Al-Hilal                   | 4-2            | Al-Ettifaq Dammam   |
| 1996-97   | Al-Ittihad (Jeddah)        | 3-1            | Al-Ahli (Jeddah)    |
| 1997-98   | Al-Nassr                   | 2-1            | Al-Ittihad (Jeddah) |
| 1998-99   | Al-Ittihad (Jeddah)        | 1-0            | Al-Shabab           |
| 1999-00   | Al-Hilal                   | 2-1            | Al-Shabab           |
| 2000-01   | Al-Ahli (Jeddah)           | 0-0 (6-4 pen.) | Al-Nassr            |
| 2001-02   | Al-Ahli (Jeddah)           | 2-2 (4-3 pen.) | Al-Hilal            |
| 2002-03   | Al-Ettifaq Dammam          | 4-3            | Al-Ahli (Jeddah)    |
| 2003-04   | Al-Ettifaq Dammam          | 1-1 (5-4 pen.) | Al-Hilal            |
| 2004-05   | Al-Hilal                   | 2-1            | Al-Ettifaq Dammam   |
| 2005-06   | Al-Hilal                   | 2-0            | Al-Ahli (Jeddah)    |
| 2006-07   | Al-Ahli (Jeddah)           | 3-0            | Al-Ittihad (Jeddah) |
| 2007-08   | Al-Nassr                   | 2-1            | Al-Hilal            |
| 2008-09   | Al-Shabab                  | 0-0 (4-3 pen.) | Al-Nassr            |
| 2009-10   | Al-Shabab                  | 2-1            | Al-Hilal            |
| 2010-11   | Al-Shabab                  | Por puntos     | Al-Ahli (Jeddah)    |
| 2011-12   | Al-Ahli (Jeddah)           | Por puntos     | Al-Hilal            |
| 2012-13   | Al-Ahli (Jeddah)           | Por puntos     | Al-Ittihad (Jeddah) |
| 2013-14   | Al-Hilal                   | Por puntos     | Al-Ahli (Jeddah)    |
| 2014-15   | Al-Shabab                  | Por puntos     | Al-Hilal            |

## Títulos por Club
| Club                   | Campeón | Subcampeón | Años campeón                                  |
| ---------------------- | ------- | ---------- | --------------------------------------------- |
| Al-Hilal Saudí FC      | 8       | 7          | 1987, 1990,1993, 1996, 2000, 2005, 2006, 2014 |
| Al-Shabab Club         | 6       | 2          | 1988, 1989, 2009, 2010, 2011, 2015            |
| Al-Ahli Saudí FC       | 5       | 7          | 2001, 2002, 2007, 2012, 2013                  |
| Al-Nassr FC            | 3       | 3          | 1976, 1998, 2008                              |
| Al-Ittihad Jeddah Club | 3       | 4          | 1986, 1997, 1999                              |
| Al-Ettifaq Club        | 3       | 4          | 1991, 2003, 2004                              |
| Al-Qadisiya FC         | 1       | 2          | 1994                                          |
| Al-Riyadh SC           | 1       | 0          | 1995                                          |
|                        |         |            |                                               |